# Angoli diversi
Angoli diversi è l'undicesimo album del gruppo vocale italiano dei Neri per Caso, pubblicato il 15 febbraio 2008.
Il disco contiene brani in cui la band duetta con numerosi artisti italiani maschili. L'album successivo, Donne, è invece dedicato ai duetti con sole artiste femminili.

## Tracce
1. 7000 caffè (con Alex Britti)
2. Bella d'estate (con Mango)
3. What a Fool Believes (con Mario Biondi)
4. Senza fine (con Gino Paoli)
5. Prima di andare via (con Neffa)
6. Via (con Claudio Baglioni)
7. Piccola Katy (con i Pooh)
8. Il pescatore di asterischi (con Samuele Bersani)
9. Balla balla ballerino (con Lucio Dalla)
10. Ci vuole un fisico bestiale (con Luca Carboni)
11. Un grande salto (con Raf)

## Formazione
- Ciro Caravano - voce, cori
- Gonzalo Caravano - voce, cori
- Diego Caravano - voce, cori
- Mimì Caravano - voce, cori
- Mario Crescenzo - voce, cori
- Massimo de Divitiis - voce, cori